# North Melbourne Giants
Les North Melbourne Giants sont un ancien club australien de basket-ball basé dans la ville de Melbourne. Le club évoluait en National Basketball League, le plus haut niveau du pays. Il a fusionné en 1998 avec un autre club de la ville, les South East Melbourne Magic, donnant naissance aux Victoria Titans.

## Noms successifs
- 1980-1986 : Coburg Giants
- 1987-1998 : North Melbourne Giants

## Palmarès
- Vainqueur de la National Basketball League : 1989, 1994

## Entraîneurs successifs
- ? - ? : Bruce Palmer
- ? - ? : Brett Brown